# Beta Pavonis
Beta Pavonis (111 Pavonis) é uma estrela na direção da Pavo. Possui uma ascensão reta de 20h 47m 57.56s e uma declinação de −56° 12′ 11.7″. Sua magnitude aparente é igual a 3.42. Considerando sua distância de 135,11 anos-luz em relação à Terra, sua magnitude absoluta é igual a 4.62. É uma estrela gigante e pertence à classe espectral A7. Devido ao seu brilho alto, pode ser visto facilmente em locais onde há pouca poluição visual, como em campos e lugares abertos, mas, em locais como cidades grandes, dificilmente a estrela é captada à olho nu. A estrela anda em direção Sudoeste, à 10 km/s.